# Contea di Menard (Illinois)
La contea di Menard ( in inglese Menard County ) è una contea dello Stato dell'Illinois, negli Stati Uniti. La popolazione al censimento del 2000 era di 12 486 abitanti. Il capoluogo di contea è Petersburg.